# Reggio di Calabria
Reggio di Calabria, beliggende på tåen af Italiens "støvle", er hovedbyen i provinsen Reggio Calabria. Reggio var hovedby i Calabrien indtil 1970, hvor Catanzaro overtog værdigheden. Reggio har 170.951(2023)indbyggere.

## Historie
Byen grundlagdes under navnet Rhegion (senere latiniseret til Rhegium) af græske kolonister i 8. århundrede f.Kr., men blev flere gange ødelagt af jordskælv og flodbølger. De værste jordskælv skete i 1783 og den 28. december 1908.
I det 12. århundrede blev byen del af Kongeriget Sicilien og i det 13. århundrede af Kongeriget Neapel.

## Moderne by
Reggio ligger ved Messinastrædet overfor den sicilianske by Messina. Mellem de to byer går en færge, der tilbagelægger turen på ca. 20 minutter.
Reggio var Gianni Versaces hjemby og hans familie var skræddere i byen.